# عبد العزيز نيكيما
عبد العزيز نيكيما (12 يونيو 1985

 في واغادوغو) (بالفرنسية: Abdoul-Aziz Nikiema)‏ لاعب كرة قدم بوركينابي يلعب حاليا لصالح نادي الدرجة السوبر كينغداو جونون الصيني منذ 2009 في خط الوسط .
لعب نيكيما في أندية بوردو (2002-2005) نيور (2005-2008) .
شارك نيكيما مع منتخب بوركينا فاسو في بطولة كأس العالم لكرة القدم للناشئين تحت 17 سنة 2001 التي أقيمت في ترينيداد وتوباغو الذي احتل المركز الثالث وبطولة كأس العالم لكرة القدم للشباب تحت 20 سنة 2003 التي أقيمت في الإمارات الذي وصل إلى الدور الثمن النهائي . شارك نيكيما مع منتخب بوركينا فاسو في 7 مباريات دولية منذ 2004 .

## وصلات خارجية
- عبد العزيز نيكيما على موقع الاتحاد الدولي (مؤرشف)  (الإنجليزية)
- عبد العزيز نيكيما على موقع قاعدة بيانات كرة القدم.إي يو (الإنجليزية)
- عبد العزيز نيكيما على موقع ليكيب (الفرنسية)
- عبد العزيز نيكيما على موقع ناشيونال فوتبول تيمز (الإنجليزية)
- عبد العزيز نيكيما على موقع Soccerway.com (الإنجليزية)